# Carcharhinus macloti
Requin à nez rude
Espèce
Répartition géographique
Statut de conservation UICN

 NT  : Quasi menacé
Le Requin à nez rude (Carcharhinus macloti) est une espèce de requin de la famille des Carcharhinidae, nommé ainsi parce que des cartilages fortement calcifiés sont présents dans son museau. C'est un petit requin de couleur bronze, atteignant une longueur de 1,1 m. Il a un corps mince et un nez long et pointu. Ses deux nageoires dorsales sont de taille modeste et ont des extrémités arrières allongées caractéristiques. Le Requin à nez rude est largement distribué dans l'ouest de l'Indo-Pacifique, du large du Kenya au sud de la Chine et au nord de l'Australie. Il vit dans les eaux chaudes et peu profondes à proximité du rivage.
Courant et grégaire, le Requin à nez rude est un prédateur qui se nourrit de poissons osseux, les céphalopodes et les crustacés. Cette espèce est vivipare, les embryons se développent en étant relié à leur mère via une connexion placentaire. Les femelles ont un cycle de reproduction biennal et ont des portées d'un ou deux petits après une période de gestation de douze mois. Le Requin à nez rude est pêché pour sa viande dans l'ensemble de son aire de répartition, et compte tenu de son faible taux de reproduction, l'Union internationale pour la conservation de la nature (UICN) l'a classé comme quasi-menacé.

## Description

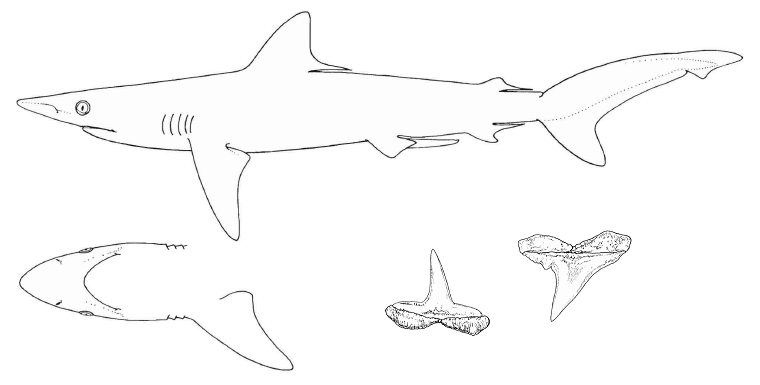
Le Requin à nez rude est mince avec un long museau et les extrémités arrières libres de ses nageoires dorsales sont allongées.

Le Requin à nez rude est une espèce au corps mince avec un long museau étroit et pointu. Contrairement à d'autres espèces de Carcharhinus, les cartilages de son rostre (museau) cartilages sont très calcifiés, d'où le nom « nez rude ». Les yeux circulaires sont plutôt grands et équipés de membranes nictitantes. Il y a un lobe de peau étroit sur le bord antérieur de chaque narine. La bouche arquée porte des sillons peu visibles à chaque extrémité ; certaines sources indiquent que les pores hyomandibulaire (une série de pores situés au-dessus des coins de la bouche) sont particulièrement grands, tandis que d'autres déclarent qu'ils ne sont pas. Il y a 29 à 32 rangées de dents sur la mâchoire supérieure, et elles ont une pointe centrale aux bords lisses et des dentelures très grossières à la base. La mâchoire inférieure porte quant à elle 26 à 29 rangées de dents étroites et à bords lisses. Il y a cinq paires de fentes branchiales assez courtes,,.
Les nageoires pectorales sont assez courtes et pointues, et sont falciformes. La première nageoire dorsale est de taille moyenne et triangulaire, et prend naissance à peu près au niveau des extrémités arrières libres des nageoires pectorales. La deuxième nageoire dorsale est petite et faible, et est implantée au niveau du milieu de la base de la nageoire anale. Les deux nageoires dorsales ont de très longues extrémités arrière libres, et il y a une crête médiane subtile entre elles deux. Une encoche importante est présente à la base de la queue. La nageoire caudale a un lobe inférieur bien développé et un lobe supérieur plus grand et présentant une encoche près de son extrémité. La peau est recouverte par des denticules cutanées qui se chevauchent ; chaque denticule est de forme ovale et a trois arêtes horizontales menant à des dents marginales. Cette espèce est de couleur bronze dessus et blanc dessous, avec une bande pâle à peine perceptible sur les flancs. Les nageoires pectorales, pelviennes et anale ont parfois des bordures plus claires, tandis que la première nageoire dorsale et le lobe supérieur de la nageoire caudale peuvent avoir des bordures plus sombres. Le Requin nez rude atteint 1,1 m de long,,.

## Biologie et écologie
Les Requins à nez rude forment de grands groupes, s'associant souvent avec les Requins à queue tachetée et les Carcharhinus tilstoni. Les mâles et les femelles vivent généralement séparément l'un de l'autre en dehors de la période de reproduction. Les poissons osseux constituent la majeure partie de l'alimentation de ce requin, avec les céphalopodes et les crustacés. Les parasites pouvant toucher cette espèce comprennent le nématode Acanthocheilus rotundatus et le cestode Otobothrium carcharidis. Le Requin à nez rude est vivipare ; comme les autres requins de la famille des Carcharhinidae, une fois que les embryons ont épuisé le vitellus, le sac vide de celui-ci se développe en une connexion placentaire par lequel la mère alimente l'embryon. Les femelles donnent naissance une fois tous les deux ans à un ou deux petits après une période de gestation de douze mois. Les nouveau-nés mesurent 45 à 55 cm de long, et la maturité sexuelle est atteinte à une taille de 70 à 75 cm de long. La longévité de ce requin est d'au moins 15 à 20 ans.

## Distribution et habitat
Le Requin à nez rude est commun et largement diffusé dans la zone tropicale de l'Ouest de l'Indo-Pacifique. On le rencontre du Kenya à la Birmanie dans l'océan Indien, en passant par le Sri Lanka et les îles Andaman. Dans l'océan Pacifique, il se rencontre au Vietnam, à Taiwan, au sud du Japon, en Indonésie, et de la Nouvelle-Guinée au nord de l'Australie,. On le trouve habituellement dans les eaux côtières peu profondes, mais il a été observé à une profondeur de 170 m. Les données provenant d'individus marqués ont montré que ce requin ne fait pas de grands déplacements, et 30 % des individus repris l'ont été dans un rayon de moins de 50 km autour de leur lieu de capture. La plus longue distance parcourue par un individu recensée est de 711 kilomètres.

## Taxonomie

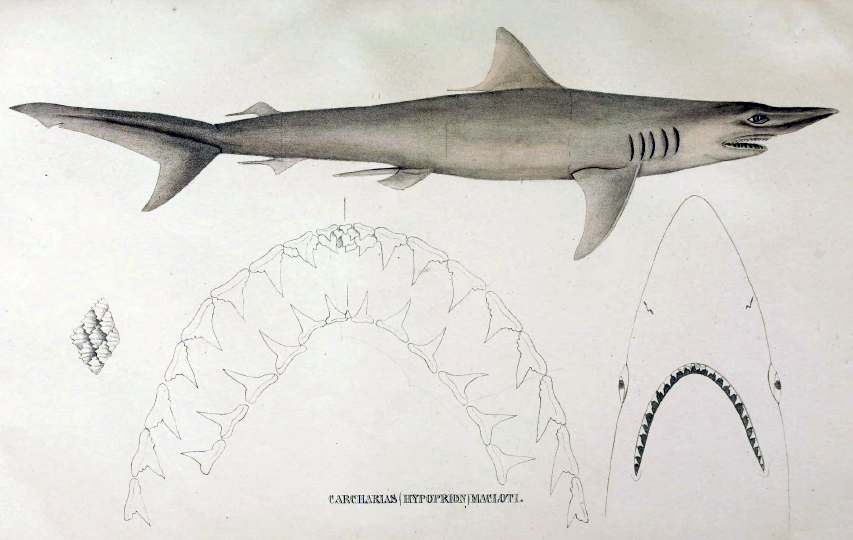
L'illustration accompagnant la description de Müller et Henle.

Le Requin à nez rude a été décrit par les biologistes allemands Johannes Müller et Jakob Henle dans leur Systematische Beschreibung der Plagiostomen de 1839. Ils l'ont alors appelé Carcharias (Hypoprion) macloti, en l'honneur de Heinrich Christian Macklot, qui a recueilli le spécimen type en Nouvelle-Guinée. En 1862, l'ichtyologiste américain Theodore Gill élève Hypoprion au grade de genre, avec C. macloti comme espèce type. En 1985, Jack Garrick place Hypoprion comme un synonyme de Carcharhinus.

## Phylogénie et évolution
Les relations évolutives du Requin à nez rude ne sont pas totalement connues. Dans une étude de 1988 s'appuyant sur la morphologie de ces requins, Leonard Compagno regroupe provisoirement le Requin à nez rude avec le Requin de Bornéo (C. borneensis), le Requin à joues blanches (C. dussumieri), le Requin-baliai (C. hemiodon), le Requin baleinier (C. fitzroyensis), le Requin tiqueue (C. porosus), le Requin à taches noires (C. sealei) et le Requin à queue tachetée (C. sorrah). Les résultats des analyses moléculaires phylogénétiques ont été contradictoires, certains éléments confirmant l'hypothèse de Compagno : une étude de 1992 n'a pas pu résoudre la position du Requin nez rude en détail, une étude de 2011 a indiqué qu'il était proche du clade formé par le Requin à joues blanches et du Requin à taches noires et une étude de 2012 a conclu qu'il s'agissait d'une espèce sœur du Requin de Bornéo.
Des dents appartenant apparemment au Requin à nez rude ont été retrouvées dans la rivière Pungo et la formation de Yorktown aux États-Unis, et dans la formation Pirabas au Brésil. Le plus ancien de ces fossiles date du Miocène inférieur (il y a 23 à 16 millions d'années).

## Relations avec l'Homme
Inoffensif pour les humains, le Requin à nez rude est régulièrement pris dans les filets maillants et les palangres dans son aire de répartition. Il est utilisé pour la viande, qui est vendu fraîche ou séchée et salée, mais sa petite taille limite son intérêt économique. Son faible taux de reproduction le rend vulnérable à la surpêche, et étant donné les niveaux actuels d'exploitation dans son aire de répartition, l'Union internationale pour la conservation de la nature (UICN) a évalué l'espèce comme quasi menacée. Au large du nord de l'Australie, le Requin à nez rude représente 13,6 % des captures au filet maillant et 4,0 % des captures à la palangre. Étant donné que ces pertes ne semblent pas avoir diminué sa population là-bas, l'UICN le considère comme de préoccupation mineure dans cette région.